# Olympische Sommerspiele 1988/Teilnehmer (Rumänien)
| Gelbes Symbol für Goldmedaillen mit stilisierten Olympischen Ringen | Graues Symbol für Silbermedaillen mit stilisierten Olympischen Ringen | Braundes Symbol für Bronzemedaillen mit stilisierten Olympischen Ringen |
| ------------------------------------------------------------------- | --------------------------------------------------------------------- | ----------------------------------------------------------------------- |
| 7                                                                   | 11                                                                    | 6                                                                       |

Rumänien nahm an den Olympischen Sommerspielen 1988 in Seoul mit einer Delegation von 68 Athleten teil. Fahnenträger bei der Eröffnungsfeier war der Ringer Vasile Andrei. Die erfolgreichste Sportlerin war die Turnerin Daniela Silivaș mit sechs Medaillen.

## Teilnehmer nach Sportarten

### Boxen
- Daniel Dumitrescu, Silber
- Francisc Vaștag

### Fechten
- Elisabeta Guzganu
- Reka Lazăr-Szabo

### Gewichtheben
- Nicu Vlad, Silber
- Traian Cihărean
- Attila Czanka
- Andrei Socaci

### Kanu
- Gheorghe Andriev
- Aurel Macarencu
- Grigore Obreja
- Daniel Stoian
- Angelin Velea

### Leichtathletik
- Paula Ivan, Gold , Silber
- Galina Astafei
- Doina Melinte
- Sorin Matei
- Maricica Puică

### Ringen
- Vasile Pușcașu, Gold
- Vasile Andrei
- Petrică Cărare
- Claudiu Tămăduianu

### Rudern
- Rodica Arba, Gold , Silber
- Olga Homeghi, Gold , Silber
- Herta Anitaș, Silber , Bronze
- Mihaela Armășescu, Silber , Bronze
- Adriana Bazon, Silber , Bronze
- Veronica Cogeanu, Silber , Bronze
- Veronica Necula, Silber , Bronze
- Ecaterina Oancia, Silber , Bronze
- Elisabeta Lipă, Silber , Bronze
- Doina Bălan, Silber , Bronze
- Marioara Trașcă, Silber , Bronze
- Dănuț Dobre, Silber
- Liliana Geneș, Silber
- Marin Gheorghe, Silber
- Viorica Ilica, Silber
- Ladislau Lovrenschi, Silber
- Dragoș Neagu, Silber
- Dimitrie Popescu, Silber
- Valentin Robu, Silber
- Ioan Șnep, Silber
- Livia Țicanu, Silber
- Vasile Tomoiagă, Silber
- Anișoara Bălan, Bronze
- Doina Robu, Bronze
- Anișoara Minea, Bronze
- Marioara Popescu

### Schießen
- Sorin Babii, Gold
- Corneliu Ion
- Anișoara Matei

### Schwimmen
- Noemi Lung, Silber , Bronze
- Tamara Costache
- Luminița Dobrescu
- Aneta Pătrășcoiu
- Stela Marian Pura

### Turnen

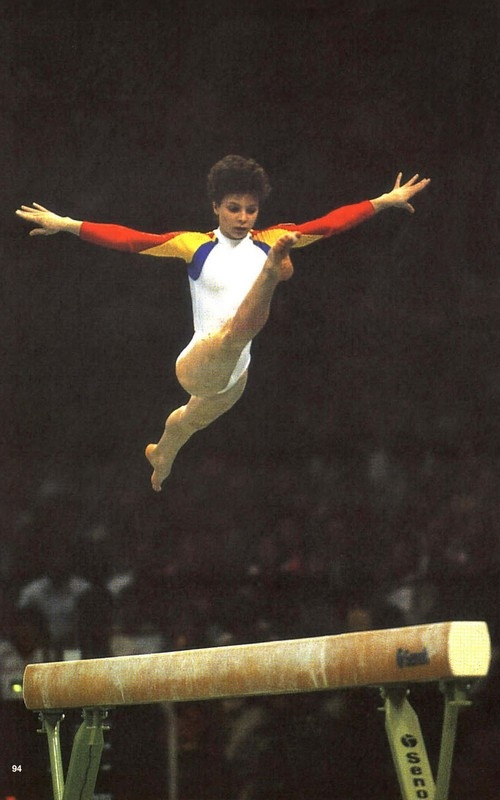
Daniela Silivaș gewann sechs Medaillen

- Daniela Silivaș, 3 × Gold , 2 × Silber , Bronze
- Gabriela Potorac, 2 × Silber , Bronze
- Aurelia Dobre, Silber
- Eugenia Golea, Silber
- Celestina Popa, Silber
- Camelia Voinea, Silber
- Marius Gherman, Bronze
- Nicolae Bejenaru
- Valentin Pîntea
- Marian Rizan
- Adrian Sandu
- Marius Tobă